# منطقه حفاظت‌شده کولک
منطقهٔ حفاظت‌شدهٔ کولک یک منطقهٔ حفاظت‌شده با مساحت ۴۵۱۹۸ هکتار است که در استان ایلام در ایران قرار دارد. این منطقهٔ حفاظت‌شده طبق مصوبهٔ شمارهٔ ۷۱۸ در تاریخ ۱۳۸۹/۹/۲۳ در فهرست مناطق تحت حفاظت سازمان محیط زیست ایران قرار گرفت.